# LiMo 平台

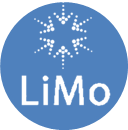

LiMo 平台（英語：LiMo Platform），名稱來自行動Linux（英語：Linux Mobile）的縮寫，一種針對行動電話，以及其他手持式裝置所開發的軟體平台。源自於Linux內核，由LiMo基金會主導開發。2011年，Tizen專案推出，LiMo平台被整合進入Tizen專案中。

## 特色
它有一個插入式模塊架構，並支持数位版权管理。
Limo軟件開發商能夠使用軟件開發工具去寫write managed code運行Java虛擬機器,瀏覽器應用服務給WebKit及本地代碼。
2011年2月14日，LiMo基金會推出最後一個正式版本，LiMo 4。

## 發展歷史
- 2007年1月: LiMo基金會成立
- 2011年2月: LiMo 4發佈

LiMo and the mobile software distributions it is related with.

- 2011年9月: Intel加入LiMo基金會，並更名為Tizen
- 2012年1月: LiMo基金會更名為 Tizen協會.

## 外部連結
- LiMo官方首頁 （页面存档备份，存于）
- LiMo 開發者連線 （页面存档备份，存于）
- LiMo Blog （页面存档备份，存于）